# Gjøl-trold
Gjøl-trolde, også kendt som Dam-trolde, er en dansk serie af trolde udviklet af Thomas Dam fra byen Gjøl ved Limfjorden.
Den første Gjøltrold blev skåret ud i træ af efter hans eget spejlbillede. De første var store træfigurer der blev solgt til tivolier og markeder. Derefter begyndte Dam at lave mindre figurer inspireret af fiskerne og indbyggerne omkring Gjøl.
Thomas Dam sagde: "Typerne er valgt ud af Gjøls befolkning, men som regel genkender modellen ikke sig selv. Det gør så til gengæld alle andre på øen".
Materialet bestod oprindeligt af lindetræ, naturgummi, fåreskind, filttøj, orange strithår og blev stoppet med træuld. I takt med at salget steg i 1960'erne, overgik dele af produktionen til maskinfremstilling på en fabrik i byen. Fabrikken ligger stadig i Gjøl. Troldene produceres i dag af Troll Company A/S i Gjøl.
Troldene havde en mindre rolle i Toy Story. I 2016 udkom en DreamWorks animation film med titlen Trolls, der er lavet med Gjøl-troldene som hovedpersoner.